# Cannaregio
Cannaregio je jedan od šest povijesnih sestiera u Veneciji, u Sjevernoj Italiji.
Ovom sestieru pripada i venecijansko groblje na otoku San Michele.

## Geografske karakteristike
Cannaregio nalazi se nalazi na sjeveroistoku Venecije, i drugi je po veličini sestiere u Veneciji, od 150 hektara  i 13.169 stanovnika (2007.), jedino je Castello veći. Ime je dobio po istoimenom Kanalu Cannaregio koji se nalazi u njemu, a on po trstici (cana = trstika, od latinski: calamo) koja je rasla u tom dijelu Venecijanske lagune prije nego što je naseljen.

## Povijest
Cannaregio se počeo graditi u 11. stoljeću, kad se zemljište na otocima počeo isušivati, i kad je produbljen kanal Cannaregio, koji je sve do izradnje željezničkog i cestovnog nasipa u 19. stoljeću bio glavna prometnica Venecije za vezu s kopnom. I u Cannaregiu su se gradile elegantne palače, osobito uz Canal Grande, no Cannaregio je bio ipak četvrt radnika, radionica i sirotinje. Od početka 1516., venecijanskim Židovima bilo je zabranjeno napuštati geto u Cannaregiu od zalaska sunca do zore, vrata geta bila su budno čuvana. I pored tih mjera venecijanski židovi uspjeli su zadržati svoje pozicije u gradu kao uspješni trgovci, bankari, apotekari i fizičari, ograničenja njihova kretanja trajala su 270 godine, sve dok Napoleon Bonaparte nije osvojio Mletačku Republiku 1797. Za njegove vladavine porušena su vrata i zidovi geta, i otad su svi građani Venecije mogli su živjeti tamo gdje žele.  
U 19. stoljeću probijena je izgrađena ulica kroz cijeli Cannaregio, nazvana Strada Nuova, i izgrađen nasip i mostovi za željeznicu i cestu kojom je Venecija spojena s kopnom u Mestreu i željeznička stanica Santa Lucia. Današnji Cannaregio je osim Strade Nuove, Canal Grandea, željezničke stanice, po kojima hodaju turisti, i mirni stambeni dio Venecije, s malim lokalnim dućanima i kafeima.

## Znamenitosti Cannaregia
- Ponte delle Guglie
- Ponte degli Scalzi
- Željeznička stanica - Santa Lucia
- Venecijanski Geto
- Sacca della Misericordia
- Ca' d'Oro
- Palazzo Labia
- Ca' Vendramin Calergi u kojem su:
  - Muzej Richarda Wagnera (Museo Wagner)
  - Venecijanski kasino (Casinò di Venezia)
- Isola di San Michele

### Crkve u Cannaregiu
- Santa Maria di Nazareth poznata kao Chiesa degli Scalzi
- Santa Maria dei Miracoli
- Madonna dell'Orto
- San Canciano
- San Geremia
- Sant'Alvise
- San Giovanni Crisostomo

## Vanjske poveznice
- Fotografije Cannaregia s portala visitvenice.co.uk (engl.)